# Mécanique quantique dans l'espace des phases
 (mai 2022).
La mise en forme du texte ne suit pas les recommandations de Wikipédia : il faut le « wikifier ».
Les points d'amélioration suivants sont les cas les plus fréquents. Le détail des points à revoir est peut-être précisé sur la page de discussion.
- Les titres sont pré-formatés par le logiciel. Ils ne sont ni en capitales, ni en gras.
- Le texte ne doit pas être écrit en capitales (les noms de famille non plus), ni en gras, ni en italique, ni en « petit »…
- Le gras n'est utilisé que pour surligner le titre de l'article dans l'introduction, une seule fois.
- L'italique est rarement utilisé : mots en langue étrangère, titres d'œuvres, noms de bateaux, etc.
- Les citations ne sont pas en italique mais en corps de texte normal. Elles sont entourées par des guillemets français : « et ».
- Les listes à puces sont à éviter, des paragraphes rédigés étant largement préférés. Les tableaux sont à réserver à la présentation de données structurées (résultats, etc.).
- Les appels de note de bas de page (petits chiffres en exposant, introduits par l'outil «  Source ») sont à placer entre la fin de phrase et le point final[comme ça].
- Les liens internes (vers d'autres articles de Wikipédia) sont à choisir avec parcimonie. Créez des liens vers des articles approfondissant le sujet. Les termes génériques sans rapport avec le sujet sont à éviter, ainsi que les répétitions de liens vers un même terme.
- Les liens externes sont à placer uniquement dans une section « Liens externes », à la fin de l'article. Ces liens sont à choisir avec parcimonie suivant les règles définies. Si un lien sert de source à l'article, son insertion dans le texte est à faire par les notes de bas de page.
- La présentation des références doit suivre les conventions bibliographiques. Il est recommandé d'utiliser les modèles {{Ouvrage}}, {{Chapitre}}, {{Article}}, {{Lien web}} et/ou {{Bibliographie}}. Le mode d'édition visuel peut mettre en forme automatiquement les références.
- Insérer une infobox (cadre d'informations à droite) n'est pas obligatoire pour parachever la mise en page.

Pour une aide détaillée, merci de consulter Aide:Wikification.
Si vous pensez que ces points ont été résolus, vous pouvez retirer ce bandeau et améliorer la mise en forme d'un autre article.
La formulation de la mécanique quantique dans l'espace des phases place les variables de position et d'impulsion sur un pied d'égalité dans l'espace des phases. En revanche, la représentation de Schrödinger utilise soit la représentation dans l'espace des positions, soit la représentation dans celui des impulsions (voir la page espace des positions et des impulsions). Les deux principales caractéristiques de la formulation de la mécanique quantique dans l'espace des phases sont que l'état quantique est décrit par une distribution de quasi-probabilité (au lieu d'une fonction d'onde, d'un vecteur d'état ou d'une matrice de densité ) et que la règle de composition des opérateurs est redéfinie.
La théorie a été entièrement développée par Hilbrand Groenewold en 1946 dans sa thèse de doctorat , et indépendamment par Joe Moyal ; chacun s'appuyant sur des idées antérieures d'Hermann Weyl  et d'Eugene Wigner.

## Principes de base
Le principal avantage de la formulation dans l'espace des phases est qu'elle fait apparaître la mécanique quantique aussi proche que possible de la mécanique hamiltonienne, en évitant le formalisme des opérateurs dans l'espace de Hilbert. Cette formulation est de nature statistique et offre des connexions logiques entre la mécanique quantique et la mécanique statistique classique, permettant une comparaison naturelle entre les deux (voir limite classique et physique semi-classique). La mécanique quantique dans l'espace des phases est souvent choisie dans certaines applications de l'optique quantique ou dans l'étude de la décohérence et d'une gamme de problèmes techniques spécialisés ; cependant ce formalisme est moins couramment utilisé que celui de Schrödinger par exemple .
Les idées conceptuelles sous-jacentes au développement de la mécanique quantique dans l'espace des phases se sont ramifiées dans des développements mathématiques tels que la déformation-quantification de Kontsevich (voir la page en anglais formule de quantification de Kontsevich) et la géométrie non commutative.

## Distribution dans l'espace des phases
La distribution dans l'espace des phases f(x, p) d'un état quantique est l'équivalent de la fonction d'onde dans la représentation de Schrödinger : c'est une distribution de quasi-probabilité («quasi» car elle ne possède pas toutes les propriétés des distributions classiques de probabilités). La distribution dans l'espace des phases peut être traitée comme la description fondamentale et primitive du système quantique, sans aucune référence aux fonctions d'onde ou aux matrices de densité, bien qu'il existe des outils théoriques permettant de passer d'une représentation à l'autre (voir infra).
Il existe plusieurs façons différentes de représenter la distribution, toutes interdépendantes,. La plus remarquable est la distribution de Wigner, W(x, p), découverte en premier. D'autres représentations (dans l'ordre approximativement décroissant de prévalence dans la littérature) incluent : représentations P de Glauber–Sudarshan , et Q de Husimi, représentations de Kirkwood–Rihaczek, Mehta, Rivier et Born–Jordan,. Ces alternatives sont plus utiles lorsque l'hamiltonien prend une forme particulière, comme l'ordre normal pour la représentation-P de Glauber-Sudarshan. Étant donné que la représentation de Wigner est la plus courante, cet article s'y tiendra généralement, sauf indication contraire.
La distribution dans l'espace des phases possède des propriétés proches de la densité de probabilité dans un espace des phases à 2 dimensions par degré de liberté du système : soit six dimensions pour une particule isolée dans l'espace classique et 6N dimensions pour un système de N particules. La distribution est à valeur réelle, mais pas nécessairement positive, contrairement à la fonction d'onde qui est généralement à valeur complexe. Nous pouvons interpréter la probabilité de se situer dans un intervalle de position, par exemple, en intégrant la fonction de Wigner sur tous les moments et sur l'intervalle de position :
{\displaystyle \operatorname {P} [a\leq X\leq b]=\int _{a}^{b}\int _{-\infty }^{\infty }W(x,p)\,dp\,dx.}
Soit Â(x, p) un opérateur représentant une observable, il peut être projeté dans l'espace des phases sous la forme A(x, p), via la transformée de Wigner ; l'opérateur Â(x, p) peut être retrouvé à partir de A(x, p) par la transformée de Weyl (voir l'article en anglais Weyl-Wigner transform).
La valeur moyenne de l'observable par rapport à la distribution de l'espace des phases est ,
{\displaystyle \langle {\hat {A}}\rangle =\int _{-\infty }^{\infty }dp\int _{-\infty }^{\infty }dx\;A(x,p)W(x,p).}
NB : malgré son apparence et ses usages, W(x, p) n'est pas une véritable distribution de probabilité conjointe, car ses différentes régions ne représentent pas des états mutuellement exclusifs, comme l'exige le troisième axiome de la théorie des probabilités. De plus, elle peut, en général, prendre des valeurs négatives même pour des états purs, en violation du premier axiome ; l'exception notable est la distribution des états cohérents qui est strictement non-négative.
On peut prouver que les régions d'une telle valeur négative sont "petites" : elles ne peuvent pas s'étendre à des régions compactes de volume supérieur à quelques h3, et disparaissent donc dans la limite classique. Elles sont masquées par le principe d'incertitude, qui ne permet pas une localisation précise dans les régions d'espace de phase de volume inférieur à h3 ; ceci rend ainsi de telles "probabilités négatives" moins paradoxales. {\displaystyle {\hat {A}}} dans l'équation ci-dessus, peut être interprété comme une espérance mathématique dans l'espace de Hilbert liée à un opérateur, aussi dans le contexte de l'optique quantique, cette équation est-elle connue sous le nom de théorème d'équivalence optique.
Une approche alternative à la mécanique quantique basée sur l'espace des phases cherche à définir une fonction d'onde (pas seulement une densité de quasi-probabilité) sur l'espace des phases, généralement au moyen de la transformée de Segal-Bargmann. Pour être compatible avec le principe d'incertitude, la fonction d'onde dans l'espace des phases ne peut pas être une fonction arbitraire, sinon elle pourrait être localisée dans une région arbitrairement petite de l'espace des phases ; aussi la transformée de Segal-Bargmann est une fonction holomorphe de {\displaystyle x+ip}. Il existe par ailleurs une densité de quasi-probabilité associée à la fonction d'onde dans l'espace des phases ; c'est la représentation Q d'Husimi de la fonction d'onde de position.

### Produit-étoile (-★) d'opérateurs
Dans la formulation de l'espace des phases, L'opérateur binaire non commutatif fondamental qui remplace l'opérateur standard de produit est le « produit-étoile », représenté par le symbole ★ . À chaque représentation de la distribution dans l'espace des phases est associé un produit-étoile caractéristique différent. Dans la suite, sont présentées les propriétés du produit-★ pour la représentation de Wigner-Weyl.
Pour des raisons de commodité de notation, nous introduisons la notion de dérivée « gauche » {\displaystyle {\overset {_{\gets }}{\partial }}_{x}} et de dérivée «droite » {\displaystyle {\vec {\partial }}_{x}}. Pour une paire de fonctions f et g, les dérivées gauche et droite sont définies comme
{\displaystyle {\begin{aligned}f{\overset {_{\gets }}{\partial }}_{x}g&={\frac {\partial f}{\partial x}}\cdot g,\\f{\vec {\partial }}_{x}g&=f\cdot {\frac {\partial g}{\partial x}}.\end{aligned}}}
La définition différentielle du produit-étoile est
{\displaystyle f\star g=f\,\exp {\left({\frac {i\hbar }{2}}\left({\overset {_{\gets }}{\partial }}_{x}{\vec {\partial }}_{p}-{\overset {_{\gets }}{\partial }}_{p}{\vec {\partial }}_{x}\right)\right)}g,}
où l'argument de la fonction exponentielle peut être interprété comme une série de puissance. Des relations différentielles supplémentaires permettent d'écrire cela en termes de variation des arguments de f et g :
{\displaystyle {\begin{aligned}(f\star g)(x,p)&=f\left(x+{\tfrac {i\hbar }{2}}{\vec {\partial }}_{p},p-{\tfrac {i\hbar }{2}}{\vec {\partial }}_{x}\right)\cdot g(x,p)\\&=f(x,p)\cdot g\left(x-{\tfrac {i\hbar }{2}}{\overset {_{\gets }}{\partial }}_{p},p+{\tfrac {i\hbar }{2}}{\overset {_{\gets }}{\partial }}_{x}\right)\\&=f\left(x+{\tfrac {i\hbar }{2}}{\vec {\partial }}_{p},p\right)\cdot g\left(x-{\tfrac {i\hbar }{2}}{\overset {_{\gets }}{\partial }}_{p},p\right)\\&=f\left(x,p-{\tfrac {i\hbar }{2}}{\vec {\partial }}_{x}\right)\cdot g\left(x,p+{\tfrac {i\hbar }{2}}{\overset {_{\gets }}{\partial }}_{x}\right).\end{aligned}}}
Il est également possible de définir sous une forme intégrale de convolution, essentiellement par la transformée de Fourier :
{\displaystyle (f\star g)(x,p)={\frac {1}{\pi ^{2}\hbar ^{2}}}\,\int f(x+x',p+p')\,g(x+x'',p+p'')\,\exp {\left({\tfrac {2i}{\hbar }}(x'p''-x''p')\right)}\,dx'dp'dx''dp''.}
Par exemple, le produit-★ de deux gaussiennes devient :
{\displaystyle \exp {\big (}{-a}(x^{2}+p^{2}){\big )}\star \exp {\big (}{-b}(x^{2}+p^{2}){\big )}={\frac {1}{1+\hbar ^{2}ab}}\exp \left(-{\frac {a+b}{1+\hbar ^{2}ab}}(x^{2}+p^{2})\right),}
ou celui de la distribution de Dirac
{\displaystyle \delta (x)\star \delta (p)={\frac {2}{h}}\exp \left(2i{\frac {xp}{\hbar }}\right).}
Les distributions pour des états propres d'énergie sont appelées états propres-★ ou fonctions propres-★.  Celles-ci sont obtenues, de manière analogue à l'équation de Schrödinger indépendante du temps, par l'équation aux valeurs propres-★ ,
{\displaystyle H\star W=E\cdot W,}
où H est l'hamiltonien, une simple fonction de l'espace des phases, le plus souvent identique à l'hamiltonien classique.

### Évolution temporelle
L'évolution temporelle de la distribution spatiale des phases est donnée par une modification quantique du théorème de Liouville,, (flot hamiltonien). Cette formulation résulte de l'application de la transformation de Wigner à la version quantique de l'équation de Liouville appliquée à la matrice densité, l'équation de von Neumann qui fait intervenir les commutateurs quantiques :
{\displaystyle i\hbar {d \over dt}{\hat {\rho }}=[{\hat {H}},{\hat {\rho }}]\,,}
Donc, pour une représentation donnée avec son produit-★ associé, l'équation d'évolution temporelle d'une distribution spatiale dans l'espace phases est donnée par
{\displaystyle {\frac {\partial f}{\partial t}}=-{\frac {1}{i\hbar }}\left(f\star H-H\star f\right),}
ou, pour la fonction de Wigner en particulier,
{\displaystyle {\frac {\partial W}{\partial t}}=-\{\{W,H\}\}=-{\frac {2}{\hbar }}W\sin \left({\frac {\hbar }{2}}({\overset {_{\gets }}{\partial }}_{x}{\vec {\partial }}_{p}-{\overset {_{\gets }}{\partial }}_{p}{\vec {\partial }}_{x})\right)H=-\{W,H\}+O(\hbar ^{2}),}
où {{ , }} est le crochet de Moyal : transformée de Wigner du commutateur quantique, tandis que { , } est le crochet de Poisson classique.
Ceci donne une illustration concise du principe de correspondance : cette équation se réduit manifestement à l'équation classique de Liouville à la limite ħ → 0. Dans l'extension quantique du flot hamiltonien, la densité de points dans l'espace des phases n'est cependant pas conservée ; le flux de probabilité apparaît "diffusif" et compressible. La notion de trajectoire quantique est donc une question ouverte  (voir le film pour le potentiel Morse, ci-dessous, pour apprécier la non-localité du flux de phase quantique).
NB Compte tenu des restrictions imposées par le principe d'incertitude sur la localisation, Niels Bohr a vigoureusement nié l'existence physique de telles trajectoires à l'échelle microscopique. Au moyen de trajectoires formelles dans l'espace des phases, le problème d'évolution temporelle de la fonction de Wigner peut être rigoureusement résolu en utilisant la méthode de l'intégrale de chemin  et la méthode des caractéristiques quantiques (voir page en anglais , bien qu'il existe de sérieux obstacles pratiques dans les deux cas.

## Exemples

### Oscillateur harmonique simple

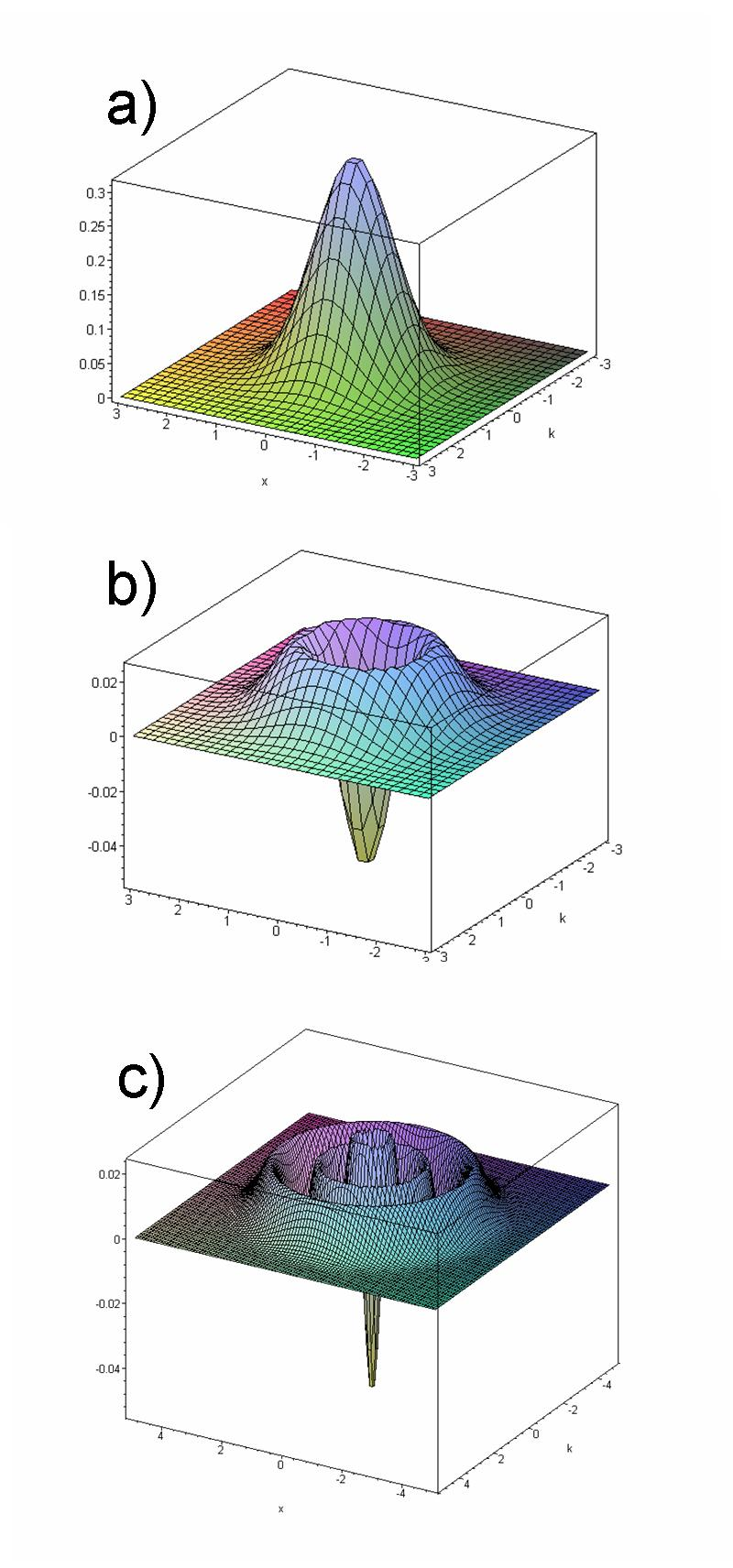
La distribution de quasi-probabilité de Wigner pour l'oscillateur harmonique simple avec a) n = 0, b) n = 1, c) n = 5

L'hamiltonien pour l'oscillateur harmonique simple à une dimension dans la représentation de Wigner – Weyl est
{\displaystyle H={\frac {1}{2}}m\omega ^{2}x^{2}+{\frac {p^{2}}{2m}}.}
L'équation aux valeurs propres-★ pour la fonction de Wigner indépendante du temps, se lit alors
{\displaystyle {\begin{aligned}H\star W&=\left({\frac {1}{2}}m\omega ^{2}x^{2}+{\frac {p^{2}}{2m}}\right)\star W\\&=\left({\frac {1}{2}}m\omega ^{2}\left(x+{\frac {i\hbar }{2}}{\vec {\partial }}_{p}\right)^{2}+{\frac {1}{2m}}\left(p-{\frac {i\hbar }{2}}{\vec {\partial }}_{x}\right)^{2}\right)W\\&=\left({\frac {1}{2}}m\omega ^{2}\left(x^{2}-{\frac {\hbar ^{2}}{4}}{\vec {\partial }}_{p}^{2}\right)+{\frac {1}{2m}}\left(p^{2}-{\frac {\hbar ^{2}}{4}}{\vec {\partial }}_{x}^{2}\right)\right)W\\&\quad {}+{\frac {i\hbar }{2}}\left(m\omega ^{2}x{\vec {\partial }}_{p}-{\frac {p}{m}}{\vec {\partial }}_{x}\right)W\\&=E\cdot W.\end{aligned}}}
Considérons d'abord la partie imaginaire de l'équation aux valeurs propres-★,
{\displaystyle {\frac {\hbar }{2}}\left(m\omega ^{2}x{\vec {\partial }}_{p}-{\frac {p}{m}}{\vec {\partial }}_{x}\right)\cdot W=0}
Cela implique que l'on peut écrire les valeurs propres-★ comme des fonctions d'un seul argument :
{\displaystyle W(x,p)=F\left({\frac {1}{2}}m\omega ^{2}x^{2}+{\frac {p^{2}}{2m}}\right)\equiv F(u).}
Avec ce changement de variables, il est possible d'écrire la partie réelle de l'équation aux valeurs propres-★ sous la forme d'une équation de Laguerre modifiée (et non pas l'équation d'Hermite !), dont la solution introduite par Groenewold fait intervenir les polynômes de Laguerre 
{\displaystyle F_{n}(u)={\frac {(-1)^{n}}{\pi \hbar }}L_{n}\left(4{\frac {u}{\hbar \omega }}\right)e^{-2u/\hbar \omega },}
avec les valeurs propres-★ associées
{\displaystyle E_{n}=\hbar \omega \left(n+{\frac {1}{2}}\right).}
Pour l'oscillateur harmonique, l'évolution temporelle d'une distribution de Wigner arbitraire est simple. Une distribution initiale W(x, p; t = 0) = F(u) évolue selon l'équation d'évolution ci-dessus, pilotée par l'hamiltonien de l'oscillateur ; c'est une simple rotation globale dans l'espace des phases,
{\displaystyle W(x,p;t)=W(m\omega x\cos \omega t-p\sin \omega t,p\cos \omega t+\omega mx\sin \omega t;0).}

Fonction de Wigner d'un état cohérent (état fondamental déplacé par rapport à l'origine de l'espace des phases) pour l'oscillateur harmonique (voir le lien)

Typiquement, un état cohérent ("forme en cloche") d'un état quantique d'énergie E ≫ ħω peut aussi représenter une quantité macroscopique et apparaître comme un objet classique (un simple oscillateur mécanique) tournant uniformément dans l'espace des phases(voir les figures animées). L'intégration sur toutes les positions de départ à t = 0 de tels objets donne une configuration indépendante du temps similaire aux états propres-★ statiques F(u) ci-dessus ; elle fournit donc une visualisation intuitive de la limite classique pour les systèmes à grande action.

### Moment angulaire des particules libres
Supposons qu'une particule se trouve initialement dans un état gaussien de produit d'incertitude minimum, avec les valeurs moyennes de position et d'impulsion toutes deux centrées à l'origine dans l'espace des phases. La fonction de Wigner pour un tel état se propageant librement est
{\displaystyle W(\mathbf {x} ,\mathbf {p} ;t)={\frac {1}{(\pi \hbar )^{3}}}\exp {\left(-\alpha ^{2}r^{2}-{\frac {p^{2}}{\alpha ^{2}\hbar ^{2}}}\left(1+\left({\frac {t}{\tau }}\right)^{2}\right)+{\frac {2t}{\hbar \tau }}\mathbf {x} \cdot \mathbf {p} \right)},}
où α est un paramètre décrivant la largeur initiale de la gaussienne, et τ = m/α2ħ .
Initialement, la position et l'impulsion ne sont pas corrélées (la valeur moyenne du produit position-impulsion est nulle).
Cependant, au fur et à mesure que l'état évolue, la position et l'impulsion deviennent de plus en plus corrélées, car les parties de la distribution plus éloignées de l'origine en position nécessitent une plus grande quantité de mouvement pour être atteintes : et asymptotiquement,
{\displaystyle W\longrightarrow {\frac {1}{(\pi \hbar )^{3}}}\exp \left[-\alpha ^{2}\left(\mathbf {x} -{\frac {\mathbf {p} t}{m}}\right)^{2}\right]\;;}
qui traduit l'étalement du paquet d'onde libre dans l'espace des coordonnées).
En effet, il est possible de montrer que l'énergie cinétique K de la particule devient asymptotiquement uniquement radiale, en accord avec la notion standard de mécanique quantique de l'indépendance d'orientation du moment angulaire (non nul) d'un état fondamental, soit :
{\displaystyle K_{\text{rad}}={\frac {\alpha ^{2}\hbar ^{2}}{2m}}\left({\frac {3}{2}}-{\frac {1}{1+(t/\tau )^{2}}}\right)}
{\displaystyle K_{\text{ang}}={\frac {\alpha ^{2}\hbar ^{2}}{2m}}{\frac {1}{1+(t/\tau )^{2}}}~.}

### Potentiel de Morse
Le potentiel de Morse est utilisé pour décrire approximativement la structure vibrationnelle d'une molécule diatomique.

### Effet tunnel quantique
L'effet tunnel est un effet quantique caractéristique où une particule quantique, n'ayant pas suffisamment d'énergie pour passer au-dessus d'une barrière, a la possibilité de la traverser. Cet effet n'existe pas en mécanique classique.

### Potentiel quartique
Lorsque le potentiel n'est pas quadratique (ici il est quartique), la fonction de Wigner d'un état initial localisé va se disperser dans l'espace des phases.

### Interférence de 2 états dans un puits harmonique
Évolution de deux états cohérents dans un même puits de potentiel harmonique.

Fonction de Wigner de deux états cohérents interférents évoluant selon l'hamiltonien de l'oscillateur harmonique simple. Les projections d'impulsion et de coordonnées correspondantes sont tracées à droite et sous le tracé de l'espace des phases.